# Densitetsgradient
En densitetsgradient innebär en gradient, det vill säga en (oftast steglös) förändring i densiteten beroende på positionen.
Ett exempel är densiteten för jordens atmosfär, där densiteten avtar med ökande höjd.
Densitetsgradienter förekommer även i fasta material, till exempel har de flesta träslag störst densitet i mitten av stammen, kärnveden, densiteten avtar sedan långsamt ut mot barken.
Den så kallade müslieffekten är ett exempel på hur densitetsgradienter uppstår i pulverblandningar. Om pulver av olika densitet först blandas och man sedan skakar på en behållare med blandningen kommer lätta partiklar att stiga uppåt medan tunga partiklar sjunker ner. Med tiden blir det en högre halt av lätta partiklar upptill och av tunga partiklar nedtill. En densitetsgradient uppstår alltså i pulverblandningen, trots att densiteten för de enskilda partiklarna inte förändras.

## Användning
En lösning med desitetsgradient används till exempel för att separera ut olika organellfraktioner av en cell. En densitetsgradient innebär att man (antingen genom centrifugering eller genom försiktig pipettering) låter en lösning (ofta sockerlösning eller saltlösning) gå från att vara "tät" i botten till att vara "tunn" i toppen.
En separation genom en densitetsgradient bygger på att vid en viss täthet blir lyftkraften (enligt Arkimedes princip) lika stor som den kraft nedåt som orsakas av centrifugeringen. Vid denna "täthet" (densitet) kommer till exempel organellen att stanna.